# 구천리 마을잔치
"구천리 마을잔치"은 2011년 대한민국의 영화이다.

## 등장 인물

### 주요 인물
- 선종남 - 이장 역
- 박명신 - 형근 엄마 역
- 장원영 - 김용 역
- 민성욱 - 병재 역
- 현숙행 - 숙행 역
- 오대환 - 형근 역

### 주변 인물
- 박미현 - 이장의 신애 역
- 최은아 - 숙행의 신애 역
- 김예리 - 병재의 신애 역
- 김진경 - 형근 엄마의 신애 역
- 박라영 - 현실의 신애 역

### 그 외
- 노수산나 - 리포터 / 신애 역
- 오창민 - 오 순경 역
- 허두영 - 허 순경 역
- 이승현 - 카메라맨 역
- 김경아 - 신애 역
- 심현주 - 신애 역
- 문소연 - 신애 역
- 장미경 - 신애 역
- 임희라 - 신애 역
- 고현숙 - 신애 역
- 정정화 - 신애 역
- 각평리 마을 주민분들 - 마을주민 역